# Saber Khalfaoui
Pour les articles homonymes, voir Khalfaoui.
Saber Khalfaoui, né le 10 octobre 1991, est un footballeur tunisien évoluant au poste de gardien de but.

## Biographie
Il est gardien remplaçant au sein de la Jeunesse sportive kairouanaise, avant de quitter son club pour l'Association sportive de Djerba. Malgré la relégation du club en fin de saison, il est repéré pour ses bonnes performances et recruté par le Club athlétique bizertin le 14 septembre 2015, avec un contrat de trois ans.
Après la blessure de Hamdi Kasraoui, le gardien numéro un du club, Saber Khalfaoui prend sa chance et garde ses cages inviolées pendant ses neuf premiers matchs de championnat,.
En août 2017, il passe dans les rangs de l'Union sportive de Ben Guerdane.

## Carrière
- ?-juillet 2014 : Jeunesse sportive kairouanaise (Tunisie)
- juillet 2014-septembre 2015 : Association sportive de Djerba (Tunisie)
- septembre 2015-août 2017 : Club athlétique bizertin (Tunisie)
- août 2017-janvier 2018 : Union sportive de Ben Guerdane (Tunisie)
- janvier 2018-novembre 2020 : Jeunesse sportive kairouanaise (Tunisie)
- depuis novembre 2020 : Étoile sportive de Métlaoui (Tunisie)